# Alpen-Langohr
Das Alpen-Langohr (Plecotus macrobullaris), auch Kaukasisches Langohr, ist eine Fledermausart aus der Gattung der Langohrfledermäuse (Plecotus) innerhalb der Familie der Glattnasen (Vespertilionidae). Sie lebt in gebirgigen Regionen Europas und Westasiens. Die Art gilt als monotypisch und die früher vorgenommene Differenzierung die zwei Unterarten „P. m. alpinus“ und „P. m. macrobullaris“ wird nach neueren genetischen und morphologischen Untersuchungen nicht mehr aufrechterhalten. Das Alpen-Langohr wird von der IUCN als ungefährdet eingestuft.

## Merkmale
Die Art ist etwas größer als das auch in Mitteleuropa häufige Braune Langohr.   Die Kopf-Rumpf-Länge beträgt 46–55 mm, die Unterarmlänge 37–46 mm, die Schwanzlänge 41–53 mm und die Ohrenlänge 34–38 mm. Die Tiere wiegen 6–10 g. Die Oberseite ist je nach Verbreitung hellgrau, hell rötlich braun oder hell braungrau, die Unterseite ist gelblich weiß oder grauweiß bis fast weiß. Der Kopf ist überwiegend weißlich, eine dunkle Gesichtszeichnung zieht sich von den Maulwinkeln bis vor die Augen. Offenbar artkennzeichnend ist ein dreieckiges, graues, hartes Feld an der Spitze des Unterkiefers.

## Verbreitung und Lebensraum
Die genaue Ausdehnung des Verbreitungsgebietes ist bisher noch nicht bekannt, nach derzeitigem Kenntnisstand bewohnt die Art jedoch in zahlreichen voneinander isolierten Teilarealen weite Teile der Gebirge der südwestlichen Paläarktis. Das Areal reicht in West-Ost-Richtung von den Pyrenäen über die Alpen, die Dinarischen Alpen, den Westen Griechenlands einschließlich Kreta über Teile der Türkei bis in den Kaukasus und bis in den südlichen Iran. Die südlichsten Vorkommen befinden sich im Iran und in Syrien.
Die Art bewohnt überwiegend die kollinen und montanen Höhenstufen der Gebirge und zeigt eine deutliche Präferenz für karstige Bereiche. Plecotus macrobullaris kommt von Meereshöhe bis in 2800 m Höhe vor.

## Systematik
Die Art wurde im Jahr 1965 anhand von Tieren aus dem Kaukasus im Norden Ossetiens als Unterart Plecotus auritus macrobullaris des Braunen Langohrs (Plecotus auritus) erstbeschrieben. Im Jahr 2002 wurden dann unabhängig voneinander Tiere aus den Westalpen als Plecotus alpinus und aus den Ostalpen als Plecotus microdontus neu erstbeschrieben. Aufgrund genetischer und morphologischer Untersuchungen konnte im Jahr 2003 jedoch festgestellt werden, dass diese beiden neu beschriebenen Arten konspezifisch mit Plecotus auritus macrobullaris sind. Im Ergebnis dieser Untersuchungen wurde die Unterart in den Artrang erhoben, als älterer Name hat das Artepitheton macrobullaris die Priorität.
Die innere Systematik der Art ist bisher nicht ausreichend geklärt, die Ergebnisse der vorliegenden Untersuchungen sind zum Teil widersprüchlich. Im Jahr 2004 wurde vorgeschlagen, die Vorkommen im Kaukasus, der Türkei, im Pindos, auf Kreta und im italienischen Friaul als Unterart P. m. macrobullaris und alle anderen europäischen Vorkommen als P. m. alpinus zu führen. Weitere genetische und morphologische Untersuchungen konnten diese Aufgliederung jedoch nicht bestätigen. Bei einer molekulargenetischen Untersuchung ebenfalls im Jahr 2004 bildeten Tiere aus dem Iran, Syrien, Kreta, der Schweiz und den Pyrenäen eine gemeinsame Gruppe ohne eine geografisch nachvollziehbare genetische Untergliederung. Spitzenberger et al. konnten hingegen molekulargenetisch eine westliche Klade aus Tieren der Ostalpen (Österreich, Friaul und Slowenien) und des Balkans und eine östliche Klade aus Tieren aus dem Kaukasus, der Türkei und dem Iran nachweisen, eines der im Friaul gefundenen Tiere war jedoch der östliche Klade zuzuordnen. Nach von denselben Autoren durchgeführten Schädelmessungen bilden schließlich die Populationen des Kaukasus, der europäischen Laubwälder und der Ostalpen einen gemeinsamen Morphotyp, der sich von Tieren vom Balkan, aus der Türkei und Syrien unterscheiden lässt.

## Lebensweise
Angaben zur Lebensweise der Art liegen bisher kaum vor. Wie die anderen Arten der Langohrfledermäuse dürfte sie sich von Insekten und Spinnen ernähren, die von der Vegetation oder vom Boden abgesammelt werden. Die Wochenstuben befinden sich häufig in Kirchen und umfassen bis zu 50 Tiere. Winterquartiere sind bisher nicht gefunden worden.

## Bestand und Gefährdung
Das Alpen-Langohr ist offenbar generell nicht häufig und die Verbreitung ist zum Teil stark verinselt, bis zum Jahr 2003 sind insgesamt weniger als 50 Wochenstuben gefunden worden. Das Verbreitungsgebiet ist jedoch recht groß und vermutlich werden in nächster Zeit weitere Kolonien gefunden. Die IUCN stuft den Weltbestand daher als ungefährdet („least concern“) ein.